# Siedlung Neuhausen
Die Siedlung Neuhausen ist eine Wohnsiedlung im gleichnamigen Stadtteil von München.

## Geschichte

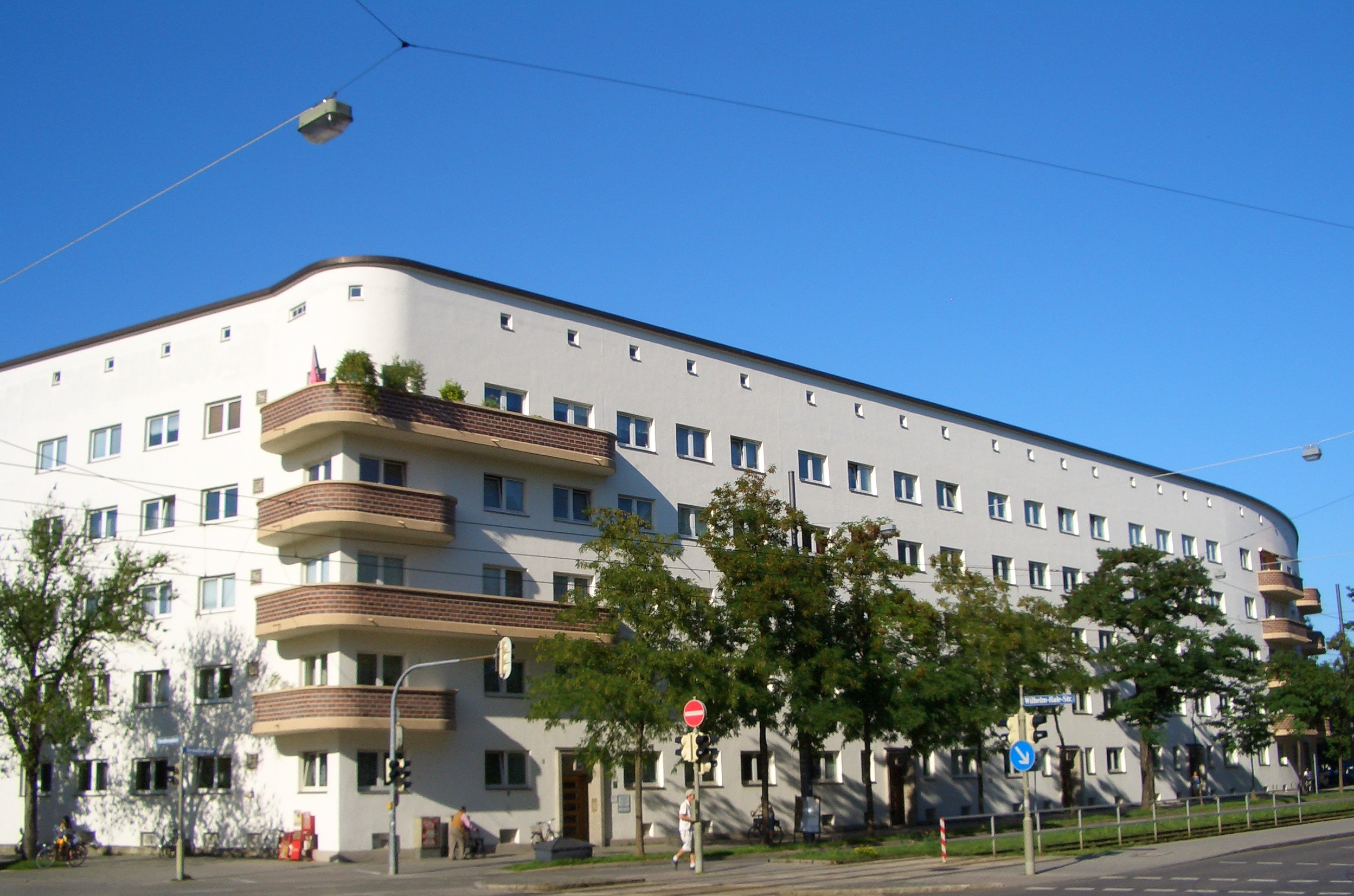
Amerikanerblock

Die Siedlung Neuhausen ist eine der ersten Großsiedlungen, die im Auftrag der neu gegründeten GEWOFAG errichtet wurden. Die Gesamtplanung der Siedlung stammt von Hans Döllgast, mit der Planung der einzelnen Bauten wurden eine Reihe weiterer Architekten betraut, unter ihnen Johannes Ludwig, Sep Ruf, Franz Ruf, Gustav Gsaenger, Otho Orlando Kurz, Martin Mendler, Oskar Pixis, Wolfgang Vogl, Peter Danzer, Hans Haedenkamp und Uli Seeck. Bauzeit war von 1928 bis 1931. Als letztes Gebäude wurde am westlichen Ende der so genannte Amerikanerblock vollendet. Seinen Namen verdankt er den Krediten aus den Vereinigten Staaten, die der damalige Oberbürgermeister Münchens Karl Scharnagl zur Finanzierung ausgehandelt hatte. Der Steubenplatz, an dem der Amerikanerblock liegt, und die Karl-Schurz-Straße sind aus dem gleichen Grund nach berühmten Deutsch-Amerikanern benannt, die Washingtonstraße nach dem ersten US-amerikanischen Präsidenten.
Der Amerikanerblock – als bedeutendes Beispiel der Neuen Sachlichkeit – und einige weitere Bauten stehen unter Denkmalschutz, die gesamte Siedlung ist als Gebäudeensemble eingetragen.

## Bauten
Die Siedlung umfasst 1.900 Wohnungen, alle mit Bad und zwischen 58 und 114 Quadratmeter groß. In den Erdgeschossen der Wohnblöcke finden sich 33 Ladenlokale und vier Gaststätten.
Die meisten der Wohnblöcke (sogen. Apostelblöcke, so auch das heutige Parklizenzgebiet) sind in Zeilenbauweise in Nord-Süd-Richtung orientiert, so dass die Fenster im Osten und Westen liegen. Ausnahmen davon bilden lange Häuserzeilen entlang der ost-westlich verlaufenden Wendl-Dietrich-Straße und entlang der Arnulfstraße – dort schließt sich im Südosten eine dreieckige Anlage an. Die Bauten sind in Ausrichtung und Gestaltung betont schlicht gehalten. Der Künstlerhof im südlichen Teil der Anlage – entworfen von Uli Seeck – wird begrenzt durch eingeschossige, nach Norden ausgerichtete Ateliers.
Der bereits angesprochene Amerikanerblock am Steubenplatz ist ein Werk von Otho Orlando Kurz und Eduard Herbert. Er ist mit fünf Geschossen ein Stockwerk höher als die übrigen Bauten und deutlich markanter gestaltet. Es handelt sich um eine vierflügelige Anlage mit einem großen Innenhof. An den teilweise abgerundeten Ecken sind mit Klinker verkleidete Balkone herumgeführt. Die Eingänge sind ebenfalls durch Klinker betont, die darüber angebrachten Figuren stammen vom Münchner Bildhauer und Akademieprofessor Erwin Kurz.

## Künstlerisches Programm

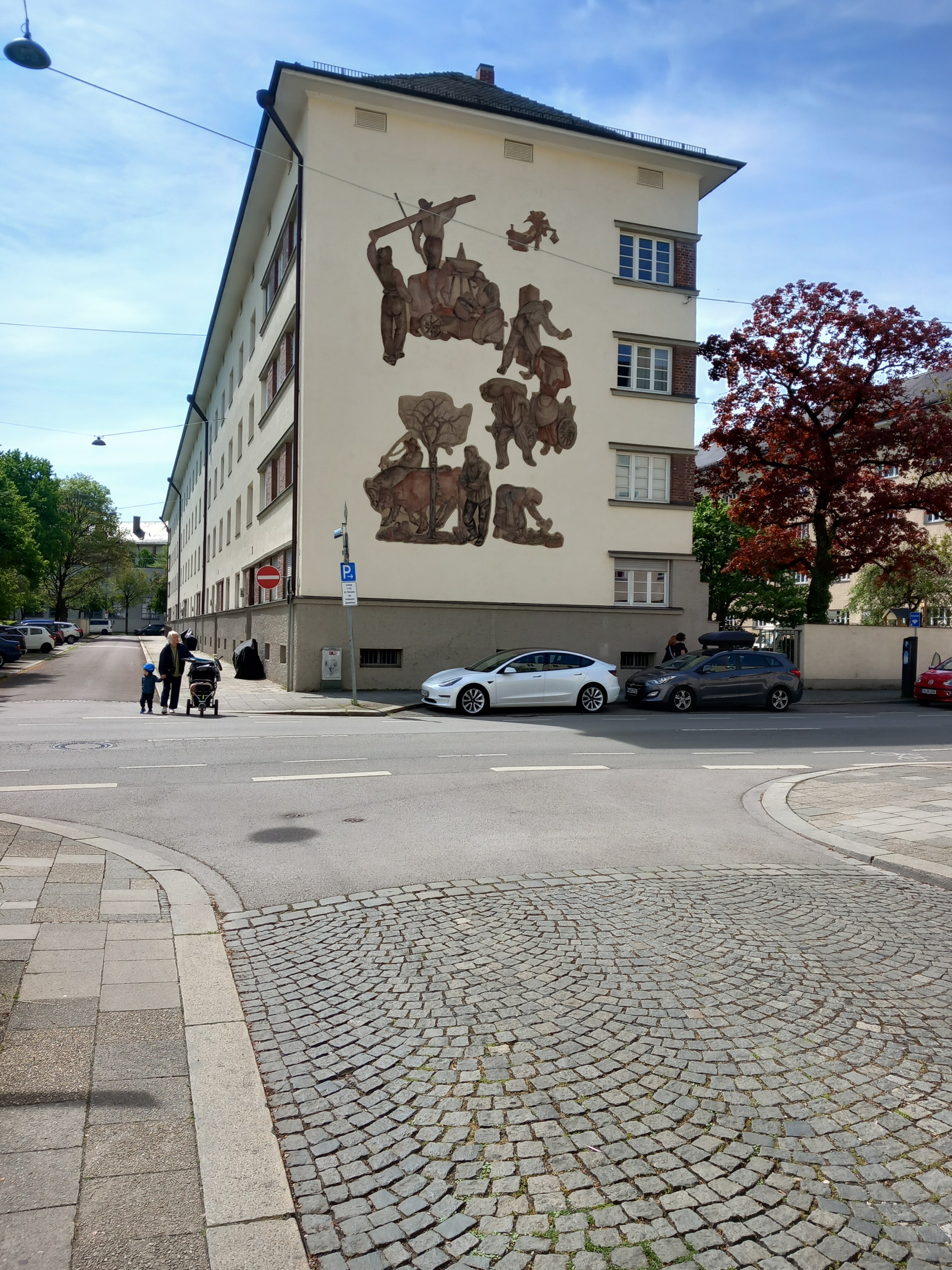
Fresko an der Ortweinstraße 11

Beim künstlerischen Programm war der Gedanke leitend, bescheidenen persönlichen Ansprüchen reichhaltige künstlerische Gestaltung des öffentlichen Raumes gegenüberzustellen.
Die – abgesehen vom Amerikanerblock – schlichte Erscheinung der Siedlung wird durch die unterschiedliche Gestaltung der Einzelbauten durch verschiedene Architekten etwas aufgelockert. Dazu sollte auch die variierende Verzierung der Bauten mit plastischem Schmuck dienen; die meisten Fresken an den Bauten, gemalt von Sepp Frank, existieren heute nicht mehr  (erhalten ist das Fresko an der Ortweinstraße 11 zur Wendl-Dietrich-Straße).
Verschiedene Brunnen und Skulpturen in oder nahe der Siedlung runden das künstlerische Programm ab. Zu nennen sind hier unter anderen Brunnen im Künstlerhof und der Brunnen „Knabe auf Waller“ von Ferdinand Liebermann. Das Denkmal für den Prinzregenten Luitpold von Wilhelm von Rümann wurde 1930 an seinen heutigen Standort im Südosten der Siedlung versetzt.